# Küpers
Küpers ist ein deutscher Familienname.

## Herkunft und Bedeutung
Küpers ist ein Berufsname und bezieht sich auf den Küfer. Zur Verbreitung und weiteren Varianten dieses Namens siehe Küppers.

## Namensträger
- Hans Alt-Küpers (* 1948), deutscher Studienrat und Politiker (SPD)
- Wendelin Küpers (* 1965), deutscher Ökonom und Hochschullehrer